# クシシュトフ・モンチニスキ
クシシュトフ・モンチニスキ（ポーランド語: Krzysztof Mączyński、1987年5月23日  - ）は、ポーランド・クラクフ出身の元プロサッカー選手。元ポーランド代表。現役時代のポジションは、ミッドフィールダー。

## 経歴

### クラブ
ヴィスワ・クラクフの下部組織出身。トップチームに昇格し、2007年12月2日に行われたグールニク・ザブジェ戦でリーグデビューを果たすと、2007-08シーズンのエクストラクラサ優勝を経験し、下部組織でも優勝を経験した。
2011年8月、グールニク・ザブジェに2年契約で移籍。
2014年1月8日、貴州人和足球俱楽部に移籍。契約期間は3年で、給与総額は150万ユーロと推定される。貴州人和ではキャプテンも務めた。
2015年7月、古巣のヴィスワ・クラクフに復帰。2016-17シーズンにはリーグ戦31試合に出場し、シーズン終了後には契約延長のオファーを受けたがこれを固辞した。
2017年、レギア・ワルシャワに移籍した。契約期間は2年。2017-18シーズンにはエクストラクラサ優勝に貢献したが、2018-19シーズンにはリーグ戦4試合の出場に留まると、2019年1月16日にモンチニスキとクラブ側双方の合意により契約終了が発表された。
同年1月19日、シロンスク・ヴロツワフに移籍した。契約期間は2021年6月までの2年半となっている。

### 代表
ポーランド代表としては2013年11月15日に行われたスロバキア代表との親善試合で初キャップを記録し、2014年10月14日に行われたUEFA EURO 2016予選のスコットランド代表戦で初得点を決めた。
2016年、フランスで開催されたUEFA EURO 2016の代表メンバーに選出され、準々決勝のポルトガル代表戦を含む4試合に出場した。2017年7月時点では国際Aマッチ24試合に出場し、1得点3アシストを記録している。

## 個人成績

### 代表での成績
出典
| ポーランド代表 | 国際Aマッチ | 国際Aマッチ |
| 年             | 出場        | 得点        |
| -------------- | ----------- | ----------- |
| 2013           | 2           | 0           |
| 2014           | 4           | 1           |
| 2015           | 8           | 0           |
| 2016           | 8           | 0           |
| 2017           | 8           | 1           |
| 2018           | 1           | 0           |
| 通算           | 31          | 2           |

### 代表での得点
| #  | 開催日         | 会場                 | 対戦国         | スコア | 結果 | 大会                                    |
| -- | -------------- | -------------------- | -------------- | ------ | ---- | --------------------------------------- |
| 1. | 2014年10月14日 | ワルシャワ国立競技場 | スコットランド | 1–0    | 2–2  | UEFA EURO 2016予選                      |
| 2. | 2018年10月8日  | ワルシャワ国立競技場 | モンテネグロ   | 1–0    | 4–2  | 2018 FIFAワールドカップ・ヨーロッパ予選 |

## タイトル
ヴィスワ・クラクフ
- エクストラクラサ: 2007-08

ŁKSウッチ
- Iリガ: 2010–11

北京人和
- 中国サッカー・スーパーカップ: 2014

レギア・ワルシャワ
- エクストラクラサ: 2017-18
- ポーランド・カップ: 2017-18